# (10023) Vladifedorov
(10023) Vladifedorov es un asteroide que forma parte del cinturón de asteroides y fue descubierto por Liudmila Ivánovna Chernyj desde el Observatorio Astrofísico de Crimea, en Naúchni, el 17 de noviembre de 1979.

## Designación y nombre
Vladifedorov recibió al principio la designación de 1979 WX3.
Posteriormente, en 2001, se nombró en honor del cirujano soviético Vladímir Fiodorov.

## Características orbitales
Vladifedorov está situado a una distancia media del Sol de 2,435 ua, pudiendo alejarse hasta 2,868 ua y acercarse hasta 2,003 ua. Su inclinación orbital es 1,934 grados y la excentricidad 0,1778. Emplea en completar una órbita alrededor del Sol 1388 días. El movimiento de Vladifedorov sobre el fondo estelar es de 0,2593 grados por día.

## Características físicas
La magnitud absoluta de Vladifedorov es 14,1.